# Elecciones legislativas de la Unión Soviética de 1984
Las elecciones legislativas de la Unión Soviética de 1984 se llevaron a cabo el 4 de marzo de 1984, para designar a los diputados de la XI convocatoria del Sóviet Supremo. Fueron los últimos comicios en la Unión Soviética antes de que las políticas de perestroika y democratizatsiya de Mijaíl Gorbachov, que resultarían en elecciones parcialmente libres en 1989. También fueron las últimas elecciones directas al Soviet Supremo, ya que en 1989 los diputados fueron elegidos para el Congreso de los Diputados del Pueblo, que luego eligió el Soviet Supremo.

## Sistema electoral
Los candidatos debían ser nominados por el Partido Comunista de la Unión Soviética (PCUS) o por una organización pública. Sin embargo, todas las organizaciones públicas estaban controladas por el partido y estaban subordinadas a una ley de 1931 que requería que aceptaran el gobierno del partido. El PCUS en sí mismo siguió siendo el único partido legal en el país.
Los votantes podrían votar en contra del candidato del PCUS, pero solo podrían hacerlo mediante el uso de casillas electorales, mientras que los votos para el partido podrían emitirse simplemente mediante una papeleta en blanco. Se requirió que la participación electoral fuera de más del 50% para que la elección fuese válida.

## Candidatos
Los candidatos del PCUS representaron alrededor de las tres cuartas partes de los nominados, mientras que muchos de los demás eran miembros de Komsomol.

## Resultados
Con más de 184 millones de ciudadanos soviéticos votando en las elecciones, más del 99% de los votos fueron para un diputado al Soviet Supremo, con más de 100.000 votos en contra los candidatos del Partido.
| Partido                                 | Soviet de la Union | Soviet de la Union | Soviet de la Union | Soviet de las Nacionalidades | Soviet de las Nacionalidades | Soviet de las Nacionalidades |
| Partido                                 | Votos              | %                  | Escaños            | Votos                        | %                            | Escaños                      |
| --------------------------------------- | ------------------ | ------------------ | ------------------ | ---------------------------- | ---------------------------- | ---------------------------- |
| Partido Comunista de la Unión Soviética | 183,897,278        | 99.94              | 551                | 183,892,271                  | 99.95                        | 521                          |
| Independientes                          | 183,897,278        | 99.94              | 199                | 183,892,271                  | 99.95                        | 229                          |
| En contra                               | 109,072            | 0.06               | –                  | 114,102                      | 0.05                         | –                            |
| Votos nulos/en blanco                   | 17                 | –                  | –                  | 18                           | –                            | –                            |
| Total                                   | 184,006,373        | 100                | 750                | 184,006,373                  | 100                          | 750                          |
| Votantes registrados/participación      | 184,029,412        | 100                | –                  | 184,029,412                  | 100                          | –                            |
| Fuente: Nohlen & Stöver                 |                    |                    |                    |                              |                              |                              |